# Bengt Holmquist (direktör)
För andra personer med namnet, se Bengt Holmquist
Bengt Gottfrid Fredrik Holmquist, född 19 oktober 1907 i Göta livgardes församling, Stockholm, död 13 mars 1992 i Nyon, Schweiz, var en svensk direktör.

## Biografi
Holmquist var son till generalen Ivar Holmquist och Thora, född Nygren. Han tog studentexamen vid Norra Real 1925 och praktiserade i Sverige och i utlandet 1925-1929. Holmquist var anställd såsom praktikant vid Latus, Linsley & Co i Hull, England 1926, Forsså bruks AB 1927, Hörnefors sulfitfabrik, Husums sulfatfabrik, Wargöns AB, Munkedals AB och Örebro pappersbruk 1927, Mo och Domsjö AB (huvudkontoret) 1928, Hans Hals i Madrid 1929. Holmquist studerade vid juristlinjen vid Handelshögskolan i Stockholm 1930-1931 och diplomerades därifrån 1930. Holmquist var anställd vid försäljningsavdelningen vid Mo och Domsjö Wallboard AB i Stockholm och London 1931-1932, AB Nordsvenska bruk 1932-1938 och vid Svenska Cellulosa AB 1938. Han var biträdande försäljningsdirektör där 1950-1957 och försäljningsdirektör vid Billeruds AB 1957-1967.
Han genomförde resor i England, Frankrike, Spanien, Nederländerna, Belgien, Schweiz, Tyskland, Österrike, Polen, Ungern, Italien, Danmark, Norge och Finland 1925-1943. Holmquist deltog i handelsförhandlingar med Italien 1945-1948 och var ledamot av Sveriges standardiseringskommission från 1961.
Holmquist gifte sig 1944 med Ulla Beck-Friis (född 1918), dotter till kabinettskammarherre, friherre Carl Beck-Friis och Elisabeth, född Wersäll.

## Utmärkelser
Holmquists utmärkelser:
- Officer av Italienska republikens förtjänstorden (OffItRFO)
- Sveriges militära idrottsförbunds guldmedalj (SMIGM)
- Skidförbundets förtjänstmedalj i silver (SkidfbftjM)
- Sveriges riksidrottsförbund förtjänstmedalj (SvrifbftjM)
- Svenska Dagbladets plakett i silver (SvDplakS)
- Skidfrämjandet förtjänstmedalj i silver (SkidfrämjftjSM)